# Calistrat Cuțov
Calistrat Cuțov (Smârdan, 1948. október 10. – Bukarest, 2025. március) olimpiai bronzérmes és Európa-bajnok román ökölvívó.

## Pályafutása
1968 és 1977 között kilenc román bajnoki címet szerzett. Az első kettőt könnyűsúlyban, majd kisváltósúlyban további hetet. Egyszer, 1971-ben lett második a bajnokságban.
Az 1968-as mexikóvárosi olimpián bronzérmet szerzett könnyűsúlyban. Még további két olimpián vett részt: 1972-ben kilencedik, 1976-ban ötödik helyen végzett kisváltósúlyban.
Az Európa-bajnoki versenyeken három érmet szerzett.
1969-ben arany-, 1971-ben ezüst-, 1977-ben bronzérmes lett.
Testvére, Simion Cuțov (1952–1993) olimpiai ezüstérmes, Európa-bajnok ökölvívó volt.

## Sikerei, díjai
- Olimpiai játékok
  - bronzérmes: 1968, Mexikóváros
- Európa-bajnokság
  - aranyérmes: 1969, Bukarest
  - ezüstérmes: 1971, Madrid
  - bronzérmes: 1977, Halle
- Román bajnokság
  - bajnok (9)
    - könnyűsúly (2): 1968, 1969
    - kisváltósúly (7): 1970, 1972, 1973, 1974, 1975, 1976, 1977

  - 2.: 1971 (kisváltósúly)